# Argyrodes lanyuensis
Argyrodes lanyuensis är en spindelart som beskrevs av Yoshida, Tso och Lucia Liu Severinghaus 1998. Argyrodes lanyuensis ingår i släktet Argyrodes och familjen klotspindlar.
Artens utbredningsområde är Taiwan. Inga underarter finns listade i Catalogue of Life.